# Congrès de Dijon
Ne doit pas être confondu avec Congrès extraordinaire du PS à Dijon (1976).
Le congrès de Dijon est le 73e congrès ordinaire du Parti socialiste, organisé dans la ville dont François Rebsamen, proche du premier secrétaire François Hollande, est maire, en 2003. Il est le premier congrès organisé par le Parti socialiste après l'élimination de Lionel Jospin au premier tour de la présidentielle du 21 avril 2002. Il est l'occasion du commencement de la reconstruction du parti après sa défaite.

## Calendrier du Congrès
- Du 28 avril au 6 mai 2003 : vote dans les sections
- Du 7 au 10 mai 2003 : congrès fédéraux
- Du 16 au18 mai 2003 : congrès national ordinaire, à Dijon
- 22 mai 2003 : vote simultané dans les sections pour l'élection du Premier secrétaire national, du Premier secrétaire fédéral et du secrétaire de section
- 23 mai 2003: deuxième tour éventuel (qui n'a pas eu lieu)
- 24 mai 2003 : conseil national, constitution du bureau national, désignation du secrétariat national

## Listes des contributions générales déposées
La phase des contributions précède celle des motions. Elle permet de faire valoir des idées de groupe qui se rassemblent lors de celles des motions, beaucoup moins nombreuses.
- Pour un grand Parti socialiste : présentée par François Hollande et la direction sortante (Laurent Fabius, Dominique Strauss-Kahn, Jack Lang)
- Innover : présentée par Patrick Bloche, Christophe Caresche, Gaëtan Gorce et André Vallini
- Régénération - Pour un réformisme socialiste : présentée par Laurent Baumel
- Parole militante : présentée par Barthélémy Alcantara
- Construisons l'utopie : présentée par le mouvement Utopia (Franck Pupunat)
- Construisons un autre monde : présentée par Martine Aubry
- Un PS plus audacieux : présentée par Pierre Larrouturou
- Pour un nouveau Parti socialiste : présentée par le courant NPS (Vincent Peillon, Arnaud Montebourg, Julien Dray et Benoît Hamon)
- Socialistes : notre histoire a un avenir ! : présentée par des responsables de fédérations (dont Anne Hidalgo, Christophe Castaner)
- Pour une nouvelle gauche : présentée par Jean-Patrick Gille
- Pour un nouveau monde : présentée par le courant Nouveau Monde (Henri Emmanuelli, Jean-Luc Mélenchon et Alain Vidalies)
- Rebondir est « encore » à notre portée ! : présentée par Vincent Assante
- Reconstruire la citoyenneté : présentée par Jean-Louis Bianco, Gilbert Chabroux, Jean Glavany et Didier Guillaume
- Rassembler les forces de la reconquête : présentée par Marie-Noëlle Lienemann
- La contribution des militants : présentée par des responsables de fédérations (dont Alain Bertrand, Marc Dolez ou Alain Richard)
- Alternance ou alternative : présentée par Louis Mermaz et André Laignel
- Construire notre modèle de cohésion sociale : présentée par Éric Besson, Pierre Cohen et Catherine Tasca
- Pour un socialisme moderne : présentée par Jean-Marie Bockel

## Listes des motions déposées
La phase des motions est celles des textes finalement mis au vote des militants, après synthèse de contributions. 
Cinq motions sont déposées:
- Motion A - Pour un grand Parti socialiste : Clarifier - renouveler - rassembler déposée par François Hollande et sa majorité sortante, dont font partie la plupart des éléphants du parti, tels Laurent Fabius, Dominique Strauss-Kahn, Martine Aubry, Jack Lang ou Julien Dray (qui avait participé à la contribution du NPS). Elle est soutenue par les contributions de Patrick Bloche, Laurent Baumel, Anne Hidalgo, Jean-Louis Bianco, Louis Mermaz, Marie-Noëlle Lienemann, Éric Besson et de Jean-Marie Bockel.
- Motion B - Utopia par le groupe Utopia mené par Franck Pupunat.
- Motion C - Pour un nouveau Parti socialiste : Déposée par le Nouveau Parti socialiste avec Vincent Peillon, Arnaud Montebourg, Benoît Hamon et Gérard Filoche. Cette motion souhaite la rénovation du parti pour tirer les leçons du 21 avril 2002.
- Motion D - La motion militante... pour que vive la Gauche ! déposée par Marc Dolez, Pierre Larrouturou, Jean-Patrick Gille et Barthélémy Alcantara. Alain Bertrand et Alain Richard qui avaient présenté une contribution avec Marc Dolez ont finalement rejoint la Motion A.
- Motion E - Pour un nouveau monde, un autre chemin : déposée par le courant Nouveau Monde avec Henri Emmanuelli, Jean-Luc Mélenchon et Alain Vidalies, soutenue par la contribution de Vincent Assante.

## Résultats officiels
Ce congrès a vu la victoire de la majorité sortante organisée autour du premier secrétaire, dont étaient membres des personnalités comme Laurent Fabius, Dominique Strauss-Kahn ou Élisabeth Guigou sur les courants minoritaires Nouveau Parti socialiste d'Arnaud Montebourg et de Vincent Peillon, Nouveau Monde d'Henri Emmanuelli et de Jean-Luc Mélenchon, Forces militantes de Marc Dolez et Pierre Larrouturou et Utopia. Seul ce dernier courant intègre la nouvelle majorité, Franck Pupunat rejoignant le conseil national sur le quota de la motion A.
Il est à noter que les résultats sont entourés de suspicions de fraudes de la motion A à la suite des révélations faites en septembre 2009 par Jean-Luc Mélenchon.
À l'issue du congrès, François Hollande est réélu 1er secrétaire du Parti socialiste. Julien Dray et Annick Lepetit sont nommés porte-paroles.
Vote des militants :
- Motion de Hollande (A) : 61,37 %
- Motion Utopia (B) : 1,05 %
- Motion de NPS (C) : 16,88 %
- Motion  militantes (D): 4,38 %
- Motion de Nouveau Monde (E) : 16,33 %

99 636 des 129 445 militants à jour ont pris part au vote, soit un taux de participation de 76,95 %.

## Analyse
Le texte de François Hollande présentait des propositions comme la défense de la taxe Tobin, la réorientation des missions de la Banque centrale européenne. Coupant ainsi l'herbe sous le pied des minoritaires et jouant sur la peur du lendemain après une victoire de la minorité suivant le 21 avril, il a pu garder une assez nette majorité. La préparation des échéances, victorieuses, des élections de 2004 a mis en veilleuse les divisions.
Celles-ci sont réapparues lors du débat sur le Référendum français sur la constitution européenne. Le positionnement pour le oui provoqua l'ire des minorités, mais aussi plusieurs défections dans la majorité, avec l'engagement pour le non d'une partie des Fabiusiens et d'autres personnalités comme Jean-Pierre Masseret. Au lendemain du 29 mai, François Hollande annonce l'anticipation du prochain congrès.

## Composition de la nouvelle direction

### Conseil national
Le conseil national exécute et fait exécuter la motion d'orientation majoritairement adoptée par le congrès. Il constitue en quelque sorte le parlement interne du parti, car il est le reflet direct de la réalité des sensibilités et des courants du PS. Il est composé de 204 membres élus lors du congrès et des 102 premiers secrétaires fédéraux :
- 133 représentants de la motion A (Hollande - Aubry -  Fabius - DSK - Dray)
- 36 représentants de la motion C (NPS)
- 35 représentants de la motion E-D (Nouveau Monde - Dolez)

Le nouveau conseil national, présidé par Gérard Collomb, désigne les membres du Bureau national et du Secrétariat national.

### Bureau national
Le bureau national assure l'administration et la direction du parti dans le cadre des attributions que lui délègue le comité directeur. Ses membres sont désignés selon les mêmes procédures que les membres du comité directeur :
- 48 membres issus de la motion A, répartis selon les différents courants :
  - 20 « hollandais » : François Hollande, Kader Arif, Éric Besson, Patrick Bloche, Guy Bono, Bertrand Delanoë, Jean-Pierre Demerliat, Georges Frêche, Jean Glavany, Jean-Noël Guerini, Elisabeth Guigou, Bruno Le Roux, Frédéric Léveillé, Martine Lignières-Cassou, Daniel Percheron, François Rebsamen, Jean-Marc Todeschini, Daniel Vaillant, André Vallini et Manuel Valls
  - 9 « fabusiens » : Laurent Fabius, Claude Bartolone, Alain Claeys, Irène Félix, Bariza Khiari, Jean-Claude Perez, Pascal Popelin, Paul Quilès et Claude Roiron ;
  - 8 « aubrysites » : Martine Aubry, Yves Durand, Catherine Génisson, Adeline Hazan, Anne Hidalgo, Serge Janquin, François Lamy, Marylise Lebranchu ;
  - 8 Socialisme et démocratie : Dominique Strauss-Khan, Alain Bergounioux, Jean-Christophe Cambadélis, Pierre Moscovici, Michèle Sabban, Marisol Touraine, Catherine Trautmann et Jean-Jacques Urvoas ;
  - 3 Gauche socialiste : Julien Dray, Malek Boutih et Marie-Noëlle Lienemann.
- 12 membres issus de la motion C : Vincent Peillon, Gérard Filoche, Benoît Hamon, Cécile Helle, Thierry Mandon, Christian Martin, Françoise Mesnard, Arnaud Montebourg, Christian Paul, Barbara Romagnan, Yvette Roudy et Jean-Jacques Thomas.
- 12 membres issus des motions E et D : Henri Emmanuelli, Annick Aguirre, Marc Dolez, Pascale Le Néouannic, Marianne Louis, Jean Mallot, Isabelle Martin, Jean-Luc Mélenchon, Patrick Menucci, Isabelle Thomas, Michel Vergnier et Alain Vidalies.

### Secrétariat national
Les membres du secrétariat national sont élus par le comité directeur sur proposition du premier secrétaire. Ils ont la charge de la mise en œuvre des décisions prises par le comité directeur et le bureau national. Le secrétariat national, assure ainsi la gestion du parti.
- Premier secrétaire : François Hollande
  - Responsale national : Gaëtan Gorce
  - Responsale nationale : Laurence Rossignol
- Secrétaire national aux élus et aux territoires : Laurent Fabius
  - Responsale national chargé des élus : André Laignel
  - Responsale nationale chargée des élus : Sylvie Andrieux
- Secrétaire national aux fédérations et à la formation : François Rebsamen
  - Responsale national chargé du développement du Parti : Guy Bono
  - Responsale national chargé de la formation : Christophe Borgel
  - Responsale national chargé des adhésions : Michel Morin
  - Responsale national chargé du contentieux et des statuts : Pascal Popelin
- Secrétaire national à la mondialisation : Kader Arif
  - Responsale nationale : Marlène Mélisse
- Secrétaire national à la communication : Claude Bartolone
  - Responsale nationale chargée de la communication : Anne-Catherine Franck
- Secrétaire national aux études : Alain Bergounioux
  - Responsale national : Laurent Baumel
  - Responsale national : Christophe Clergeau
- Secrétaire national à l'économie et à l'emploi : Éric Besson
  - Responsale nationale chargée de l'économie : Florence Parly
  - Responsale national chargé de l'emploi : Bernard Soulage
- Secrétaire national aux questions de société : Malek Boutih
- Secrétaire national à la santé et à la recherche : Alain Claeys
  - Responsale national chargé de la recherche : Jean-Yves Le Déaut
- Secrétaire national à l'éducation Yves Durand
  - Responsale nationale chargée du sport : Safia Otokoré
  - Responsale nationale : Clotilde Valter
- Secrétaire nationale aux femmes : Catherine Génisson
- Secrétaire nationale aux droits de l'Homme : Adeline Hazan
- Secrétaire nationale à la Culture et aux médias : Anne Hidalgo
- Secrétaire nationale à la réforme de l'État, aux fonctions publiques et aux actions publiques : Bariza Khiari
- Secrétaire national aux élections : Bruno Le Roux
- Secrétaire nationale aux entreprises : Marie-Noëlle Lienemann
  - Responsale nationale : Murielle Condolf
- Secrétaire nationale aux relations avec la vie associative et des acteurs sociaux : Martine Lignières-Cassou
  - Responsale nationale chargée de l'économie sociale et solidaire : Marie Richard
- Secrétaire national aux relations internationales : Pierre Moscovici
  - Responsale national chargé de l'Europe : Harlem Désir
- Secrétaire nationale à l'agriculture et au développement durable : Claude Roiron
  - Responsale national chargé de l'environnement : Géraud Guibert
- Secrétaire nationale à la solidarité et à la protection sociale : Marisol Touraine
  - Responsale nationale chargée des personnes handicapées : Élisabeth Auerbacher
  - Responsale national chargé de la protection sociale : Philippe Vuilque
- Secrétaire national aux institutions, à la Justice et à la sécurité : André Vallini
  - Responsale nationale chargée de la sécurité : Delphine Batho
- Secrétaire national à la coordination et à l'organisation : Manuel Valls
- Secrétaire national à l'Outre-mer : Axel Urgin
- Trésorier : Michel Sapin
- Porte-paroles : Julien Dray et Annick Lepetit